# Carl Gustaf Söderberg
Carl Gustaf Söderberg, född 1756 på Kappsta gård, Lids socken, Södermanlands län, död 17 februari 1783 i Strängnäs, var en svensk tecknare. 
Han var son till inspektoren Olof Söderberg och Beata Elisabet Rivelius. Söderberg blev student vid Uppsala universitet 1778. Under sin korta levnadstid han Söderberg efterlämna ett mindre antal tecknade porträtt bland annat av Elsa Barbro Sparre, Kristina Silfversparre och Katarina Sperling. Han utförde titelbladet till Exercitia, quæ in Regio Gymnasio Stregnens. publicè exhibita scripsit Carol G. Söderberg. Anno 1777. Söderberg är representerad vid Nordiska museet, Kungliga biblioteket och Västerås stifts- och landsbibliotek.